# Tuchekoi-Nationalpark
Der Tuchekoi-Nationalpark (englisch Tuchekoi National Park) ist ein 3,7 Quadratkilometer großer Nationalpark in Queensland, Australien.

## Lage
Er liegt in der Region Wide Bay-Burnett an der Sunshine Coast etwa 125 Kilometer nördlich von Brisbane und 118 Kilometer südlich von Hervey Bay. Vom Bruce Highway zweigt etwa 22 Kilometer südlich von Gympie in der Nähe des Orts Tuchekoi die Coles Creek Road Richtung Osten nach Cooran ab. Nach 6,5 Kilometern passiert man den Park. Dort gibt es keine Besuchereinrichtungen.
In der Nachbarschaft liegen die Nationalparks Woondum, Mount-Pinbarren, Tewantin und Great-Sandy.

## Flora und Fauna
Der Nationalpark schützt bis zu 170 Meter hoch gelegenen, küstennahen subtropischen Regenwald.
Neben dem Schmetterling aus der Familie der Bläulinge "Copper Ant-blue" (Acrodipsas cuprea) sind im Park zahlreiche Pflanzen aus der Familie der Myrtengewächse wie "Pink Bloodwood" (Corymbia intermedia), "Swamp Box" (Lophostemon suaveolens), "Brush Box" (Lophostemon confertus) und "Blackbutt" (Eucalyptus pilularis) heimisch. Daneben gedeihen verschiedene Kasuarinengewächse, Rautengewächse, Sauergrasgewächse und auch Süßgräser.